# Ida Ou Aazza
Ida Ou Aazza (franska: Ida Ou Aazza (CR), Ida Ou Aazza (Commune Rurale), arabiska: الزاويت) är en kommun i Marocko.   Den ligger i provinsen Essaouira och regionen Marrakech-Safi, i den centrala delen av landet, 400 km sydväst om huvudstaden Rabat. Antalet invånare är 7 331.